# アラブ首長国連邦のイスラム教
本項目ではアラブ首長国連邦のイスラム教について記述する。

## 概要
7世紀にイスラム帝国、次いでオスマン帝国の支配下に入っていることもあり、国教とされている。1958年に石油が発見されて以降、その恩恵に与ろうと外国人労働者が流入したため、総人口の4分の3程度が国籍を持っていない。実に200以上もの異なる国籍を持つ者で構成されているという。
国民のほぼ全てがムスリムであるが、そのうち約78%がスンナ派で、22%がシーア派となっている。外国人労働者については、中近東やヨーロッパ、中央アジアの他、旧独立国家共同体や北米出身者がかなりいるものの、南、東南アジア方面が圧倒的に多い。
歴代大統領を輩出しているナヒヤーン家やマクトゥーム家は、イスラム法学ではウユーニー朝時代よりマーリク学派を信奉。
非公式な数ではあるが、少なくとも総人口の15%がヒンドゥー教徒、5%が仏教徒、5%がクリスチャンやパールシー、バハイ教徒の他シク教徒という。これらは観光客や労働者を入れていなかったり、バハイ教やドゥルーズ派をムスリムとして算出しているため、調査によって異なる。

## モスク
アブダビ郊外にシェイク・ザーイド・モスクと呼ばれる、広さがサッカー場3面分に及ぶ巨大なモスクがある（2007年竣工）。 建国の父とされるザーイド・ビン＝スルターン・アール＝ナヒヤーンから命名。全体の広さが22412平方メートル、収容人数が約4万人と、世界3番目の規模を誇る。約10年の歳月と総工費約550億円をかけて造られたという。

## 火星旅行禁止令
宗教機関GAIAEは2014年2月、ムスリムが火星へ旅行したり移住することを禁ずるファトワー（宗教見解）を発表。イスラム教は命がアラーから与えられているとして、信者の自殺を禁じており、死ぬ確率の方が高い火星へ行くのは自殺行為に等しいと判断したためである。

## ヘイトスピーチ規制
上述の通り、総人口の7、8割が外国人労働者で占められており、多民族国家と言うに相応しいのが、アラブ首長国連邦の実情である。
他のイスラム諸国と比して宗教色が薄く、国情を反映して宗教的寛容が見られるものの、それでもやはりシャリーア（イスラム法）に基づいて立法を行っている。コーランを法的判断のベースにしながら、イスラム教の存在を侵害しない範囲で、イスラム教以外の宗教にも信仰の自由を保障。
そのため、イスラム教の存在を脅かす行為は処罰される場合があり、同教に対する差別発言や冒涜、ヘイトスピーチに対する規制は極めて厳しい。例えば、聖なるイスラム教を貶めたり、イスラム宗派を侮辱した者は刑事施設収容又は罰金刑が処される（刑法312条）他、宗教信念に対する罪、人身に対する罪、名誉に対する罪、侮辱罪がある。